# Lebensohl
Lebensohl – konwencja licytacyjna, której główną częścią (w jej podstawowej wersji) jest sztuczne 2BA po interwencji przeciwnika kolorem na otwarcie 1BA oznaczające słabą rękę jednokolorową. 

## Opis
W podstawowej wersji konwencji głównym założeniem lebensohla jest sztuczna odzywka 2BA po interwencji przeciwnika kolorem po otwarciu 1BA, co oznacza słabą rękę jednokolorową. Partner jest zobowiązany zalicytować 3♣️️, po którym gracz pasuje mając trefle lub licytuje swój kolor, np. 
1BA - (2♥️️) - 2BA!
3♣️️ - 3♦️
pas.
Dzięki temu, że 2BA oznacza słabą rękę, zalicytowanie koloru bezpośrednio może oznaczać różnego rodzaju silne ręce. 
Lebensohla używa się także w innych sekwencjach, np. kontrze wywoławczej partnera na słabe 2. SEF używa go po rewersie otwierającego na wysokości dwóch, np.
1♦️ - 1♠️️
2♥️️ - 2BA!
Większość nowoczesnych systemów licytacyjnych używa tej konwencji w wielu sekwencjach.

## Historia
Autorstwo konwencji jest nieznane. Zaczęła się pojawiać w kartach konwencyjnych graczy w późnych latach 60. O jej autorstwo podejrzewano Kenetha W. Lebensolda, jednak ten zaprzeczył. Konwencja została opisana przez George'a Boehma, który opublikował artykuł o niej w 1970. Nazwał ją lebensohl pisane małą literą, aby zaznaczyć, że nie nosi nazwiska autora. 